# 大西洋飞剪号
大西洋飞剪号（英語：Pacific Clipper，注册编号NC18602）是一架波音公司生产波音314型长程飞行艇，由于一次意外的环球飞行而闻名。

## 历史
这架飞机于1939年生产并交付泛美航空，于当年2月23日成功执行一次从旧金山至香港的测试飞行。1941年12月2日，大西洋飞剪号从旧金山起飞，执行一趟前往新西兰奥克兰的航班。由于当时航空技术限制，途中在坎顿岛、苏瓦以及努美阿数次降落加油，最终在奥克兰降落。可是返程航班起飞不久，机组即被告知由于日本偷袭了珍珠港，计划降落经停加油的机场可能已不具备降落条件，机长随即驾机返回了奥克兰。
不久后泛美航空指示机长绕开战区，向左横跨澳洲，规划了一条途径印尼，斯里兰卡，巴基斯坦，巴林，苏丹，金沙萨，巴西，千里达及托巴哥等国的超长环球航线。最终在隔年1月6日成功在纽约降落。这趟航程全程超过32,000公里，虽然是不得已而为之，但仍是人类历史上首次商业环球航行。